# 台不花別吉
台不花別吉 (Siberian Tatar: Тайбоға қан / Tayboğa qan)，被視為西伯利亚汗国的第一位可汗，有可能是克烈人出身，有些傳說稱他是布哈拉的貴族，而且似乎是一位萨满教徒，據傳他曾將诺夫哥罗德的軍隊赶走。